# Mozilla Thunderbird
Mozilla Thunderbird je slobodni softver koji radi kao internetski klijent za čitanje i slanje poruka e-pošte, članaka na news grupama, chat (instant dopisivanje putem protokola kao što su XMPP i IRC) i praćenje vijesti u formatu RSS. Softver razvija Mozilla Foundation, a prva službena inačica objavljena je 7. prosinca 2004. godine.
Thunderbird je lokaliziran na mnoge jezike, a od inačice 11 i na hrvatski zajedno s dodatkom Lightning (kalendar).
Glavne značajke programa su sljedeće:
- podržava sve mogućnosti elektroničke pošte (POP, IMAP, poruke u HTML formatu, RSS)
- filtriranje neželjene pošte
- Anti-Phishing zaštita
- napredna sigurnost
- prilagodba programa svojim potrebama
- programski dodatci (proširenja) koji programu dodaju nove funkcije
- teme kojima se mijenja izgled korisničkog sučelja

## Mogućnosti

### Upravljanje porukama
Thunderbird može upravljati s više email i newsgroup računa i identiteta unutar tih računa. Sadrži i mogućnosti kao što su brzo pretraživanje, napredno filtriranje poruka, grupiranje poruka i sl. Podržava i sistemsku poštu (movemail) na operacijskim sustavima baziranim na Linuxu.

### Filtriranje neželjene pošte
Filtriranje neželjene pošte (spama) izvodi se pomoću ugrađenog Bayesijskog spam filtera i liste dopuštnih adresa iz adresara.

### Proširenja i teme
Proširenja omogućuju dodavanje novih mogućnosti instalacijom XPInstall modula preuzetih s web-stranice s proširenjima pomoću koje se ta proširenja mogu i ažurirati. Thunderbird podržava i teme koje mijenjaju njegov izgled. Te teme su paketi CSS-a i slika. Teme se mogu preuzeti s web-stranice s proširenjima.

### Podržani protokoli
Thunderbird podržava POP3 i IMAP protokole. U Thunderbird ugrađen je i RSS/Atom čitač koji se može koristiti kao agregator novosti. Podržava i S/MIME standard, a pomoću nekih proširenja i OpenPGP standard.

### Podržane vrste datoteka
Thunderbird podržava formate spremnika pošte pomoću dodataka, ali ova mogućnost još nije omogućena.
Od srpnja 2014. podržani su:
- mbox - jedna datoteka sadržava više emaila
- maildir - jedna datoteka za svaki email (nije još stabilno)

### Podržane platforme
Službeno su podržani:
- Windows
- Linux
- OS X

Postoje i neslužbene inačice za:
- FreeBSD[9]
- OpenBSD[10]
- OpenSolaris[11]
- OS/2 i eComStation

### Prijevod
Mozilla Thunderbird preved je u više od 50 jezika zahvaljujući volonterima širom svijeta. Thunderbird podržava hrvatski od inačice 11.

### Sigurnost
Thunderbird podržava SSL/TLS povezivanje na IMAP i SMTP servere. Podržan je S/MIME, a pomoću dodataka kao što je Enigmail podržava i PGP potpise, enkripciju i dekripciju. Od ostalih sigurnosnih opcija su i onemogućavanje učitavanja slika u porukama, omogućivanje učitavanja samo određenih vrsta datoteka i onemogućavanje JavaScripta.
Francuska vojska koristi Thunderbird kao zadani email klijent i doprinosi njegovom razvoju.

## Vanjske poveznice
- Službena stranica programa Mozilla Thunderbird
- Proširenja za Thunderbird